# Liste des souverains de l'Iméréthie
La liste des souverains de l'Iméréthie énumère les souverains de l'Iméréthie, province occidentale de la Géorgie et centre du royaume avant la reconquête de Tbilissi en 1122 par David IV de Géorgie. Elle sert de refuge à la famille royale qui s'installe à Koutaïssi pendant l'invasion des Mongols. Elle constitue en 1258 au profit de David VI Narin un royaume indépendant qui est transformé en duché et rattaché à la Géorgie de 1330 à 1387.
Lors de la partition définitive du royaume uni de Géorgie en 1490, une branche de la dynastie des Bagratides se déclare indépendante en Iméréthie. Plusieurs principautés se détachent ensuite de l'Iméréthie : la Mingrélie et la Gourie vers 1491, l'Abkhazie vers 1665 et enfin la Svanétie vers 1750.

## Rois et ducs d'Iméréthie

### Rois de Géorgie occidentale
| Rang                                            | Portrait       | Nom                           | Début de règne | Fin de règne | Notes |
| ----------------------------------------------- | -------------- | ----------------------------- | -------------- | ------------ | --- |
| 1                                               | David VI       | David VI Narinn (1224 – 1293) | 1258           | 1293         | D'abord roi de Géorgie (1245-1258), se proclame roi indépendant à Koutaïssi pour échapper à la domination mongole. Associe Vakhtang II au trône (1289-1292).                                            |
| 2                                               | Constantin Ier | Constantin Ier († 1327)       | 1293           | 1327         | Doit subir une révolte de son cadet Michel et meurt sans héritier. |
| 3                                               | Michel         | Michel († 1329)               | 1327           | 1329         | |
| 4                                               |                | Bagrat Ier Mtsire († 1372)    | 1329           | 1330         | Ses domaines sont envahis par Georges V de Géorgie et il est fait duc de Chorapan en compensation. |
| 1330 - 1387 : annexion au royaume de Géorgie.   |                |                               |                |              | |
| 5                                               |                | Alexandre Ier († 1389)        | 1387           | 1389         | Gouverneur de la Géorgie occidentale pour le compte de Tbilissi depuis 1372. S'autoproclame roi à Koutaïssi, mais n'est pas reconnu par la noblesse.                                                    |
| 6                                               |                | Georges Ier († 1396)          | 1389           | 1396         | Son règne est marqué par l'ascension de la puissance des nobles et plusieurs principautés déclarent leur indépendance vis-à-vis de Koutaïssi. Meurt durant une bataille contre le dadiani de Mingrélie. |
| 7                                               |                | Constantin II († 1401)        | 1396           | 1401         | Doit affronter la puissance de la noblesse séparatiste et meurt dans une bataille contre la Mingrélie comme son père.                                                                                   |
| 8                                               |                | Démétrius Ier († 1445)        | 1401           | 1443         | Reçoit la reconnaissance d'Alexandre Ier de Géorgie en tant que duc mais règne de facto comme roi. |
| 1443 - 1446 : domination du royaume de Géorgie. |                |                               |                |              | |
| 9                                               |                | Démétrius II                  | 1446           | 1452         | Prétend à la couronne entière du royaume de Géorgie mais ne gouverne que Koutaïssi. |
| 1452 - 1465 : interrègne.                       |                |                               |                |              | |
| 10                                              |                | Bagrat VI († 1478)            | 1465           | 1478         | Prétend au trône d'Iméréthie depuis 1454. Devient roi de la double monarchie de Karthli-Iméréthie en 1465 et prétend au titre de roi de Géorgie.                                                        |
| 1478 - 1484 : interrègne.                       |                |                               |                |              | |
| 11                                              | Alexandre II   | Alexandre II († 1510)         | 1484           | 1510         | Reconnu comme roi d'Iméréthie par le conseil national géorgien de 1490. |

### Rois d'Iméréthie
| Rang                                                      | Portrait                  | Nom                                            | Début de règne  | Fin de règne    | Notes |
| --------------------------------------------------------- | ------------------------- | ---------------------------------------------- | --------------- | --------------- | --- |
| 11                                                        | Alexandre II              | Alexandre II († 1er avril 1510)                | 1484            | 1er avril 1510  | Voit son pouvoir s'affaiblir une fois son indépendance reconnue. Doit combattre les principautés de Gourie et de Mingrélie qui déclarent leur propre indépendance en 1491. Commence à lutter contre les Ottomans à partir de 1509.                                                           |
| 12                                                        | Bagrat III                | Bagrat III (23 septembre 1495 - 1565)          | 1er avril 1510  | 1565            | Tente en vain de soumettre le Samtskhe-Saatabago et s'allie avec la noblesse indépendantiste d'Iméréthie. Vassal des Ottomans à partir de 1555. |
| 13                                                        | Georges II                | Georges II († 1585)                            | 1565            | 1585            | Sous son règne, l'Iméréthie s'effondre sous les coups des Ottomans et des guerres civiles des principautés semi-indépendantes. Doit se soumettre une nouvelle fois aux Ottomans en 1578 et est même contraint à attaquer le Karthli voisin pour le compte du pouvoir ottoman.                |
| 14                                                        |                           | Constantin III († 1587)                        | 1585            | 1586            | Essaie sans succès de succéder à son père. Ne contrôle que le nord du pays et renonce un an plus tard à ses prétentions. |
| 15                                                        |                           | Léon (1573 - 1590)                             | 1586            | 1589            | Après avoir arrêté la révolte de Constantin III, doit se réfugier en Letchkhoumie alors que ses domaines sont envahis par Simon Ier de Karthli. Retrouve son trône grâce aux Ottomans mais subit une révolte des princes et est capturé par le dadian de Mingrélie.                          |
| 16                                                        |                           | Bagrat IV (1565 - ?)                           | 1589            | 1590            | Est proclamé roi par le dadian de Mingrélie mais est déposé un an plus tard par Rostom. |
| 17                                                        |                           | Rostom Ier (1571 - 1605)                       | 1590            | 1605            | |
| 18                                                        |                           | Georges III († 1639)                           | 1605            | 1639            | Tente de se rapprocher de la Russie mais reste vassal des Ottomans, tout en concluant un accord avec le Karthli, vassal des Séfévides. Sous son règne, la principauté de Mingrélie gagne du pouvoir et continue à affronter Koutaïssi.                                                       |
| 19                                                        | Alexandre III             | Alexandre III (1609 - 4 mars 1660)             | 1639            | 4 mars 1660     | Vassal formel des Ottomans mais s'assujettit à la Russie éphémèrement en 1651. Vainqueur en politique intérieure, il soumet les rebelles de Mingrélie et de Gourie. |
| 20                                                        |                           | Bagrat V l'Aveugle (1647 - 1681)               | 4 mars 1660     | septembre 1660  | Est détrôné par sa belle-mère après six mois de règne. |
| 21                                                        |                           | Vakhtang Ier Tchoutchounachvili († 1668)       | septembre 1660  | 1661            | Placé sur le trône par sa maîtresse, la reine-mère Nestan Daredjan, après la conspiration du palais qui détrôna son prédécesseur. Est détrôné à son tour après une offensive du dadian de Mingrélie.                                                                                         |
| 22                                                        |                           | Vameq Dadiani († 1661)                         | 1661            | 1661            | D'abord dadiani de Mingrélie et ancien allié d'Alexandre III. Est chassé du pouvoir par Vakhtang V de Karthli qui place sur le trône son propre fils. |
| 23                                                        | Artchil                   | Artchil (1647 - 16 avril 1713)                 | 1661            | 1663            | D'abord vassal de son père, le roi de Karthli. Est obligé d'abdiquer par les Séfévides pour ne pas créer de conflit avec les Ottomans. |
| 24                                                        |                           | Démétrius III Gourieli († 1668)                | 1663            | 1664            | Profite du chaos instauré après le départ de son prédécesseur pour accéder au pouvoir. Il est toutefois renversé après mois d'un an de règne et retourne dans ses domaines, en Gourie. |
| 25                                                        |                           | Bagrat V l'Aveugle (1647 - 1681)               | 1664            | 1668            | Retourne au pouvoir après avoir chassé le Gouriéli et règne pendant 4 ans. Est renversé à son tour par une conspiration du pachalik d'Akhaltsikhé et de l'Empire ottoman. |
| 26                                                        |                           | Vakhtang Ier Tchoutchounachvili († 1668)       | 1668            | 1668            | Est placé sur le trône grâce à Akhaltsikhé, mais est tué à la suite d'une révolte du palais à Koutaïssi qui replace son prédécesseur sur le trône. |
| 27                                                        |                           | Bagrat V l'Aveugle (1647 - 1681)               | 1668            | 1678            | Tente avec difficulté de redresser son royaume, mais, alors que ses relations avec le Karthli s'améliorent, il ne peut rien faire au sujet de ses vassaux, notamment la Gourie et la Mingrélie. Ces mêmes nobles le déposent et replacent sur le trône Artchil Ier.                          |
| 28                                                        | Artchil                   | Artchil Shah Navaz Khan (1647 - 16 avril 1713) | 1678            | 1679            | Placé sur le trône avec l'accord du pacha d'Akhaltsikhé, mais n'est pas reconnu par le pouvoir ottoman, ce qui l'oblige à abdiquer une nouvelle fois. |
| 29                                                        |                           | Bagrat V l'Aveugle (1647 - 1681)               | 1679            | 1681            | Retourne au pouvoir sur les ordres des Ottomans. |
| 30                                                        |                           | Alexandre IV († 1695)                          | 1681            | 1681            | Succède à son père mais ne peut conserver son trône et est immédiatement renversé par le prince de Gourie. |
| 31                                                        |                           | Georges IV Gourieli († 1684)                   | 1681            | 1683            | Son avènement plonge l'Iméréthie dans une nouvelle guerre civile entre la noblesse avide de pouvoir. Deux ans de règne plus tard, il est vaincu par son prédécesseur qui reprend le pouvoir.                                                                                                 |
| 32                                                        |                           | Alexandre IV († 1695)                          | 1683            | 1689            | Retourne sur le trône après avoir défait l'usurpateur Gourieli mais ne réussit pas à s'imposer fortement comme roi et est à nouveau détrôné. |
| 33                                                        | Artchil                   | Artchil Shah Navaz Khan (1647 - 16 avril 1713) | 1689            | 1691            | Restauré sur le trône à l'aide du royaume de Karthli et d'une partie de la noblesse réactionnaire. Ne peut s'accorder avec les Ottomans et est détrôné encore une fois deux ans plus tard.                                                                                                   |
| 34                                                        |                           | Alexandre IV († 1695)                          | 1691            | 1695            | De nouveau au pouvoir, il fait de sa vassalité avec les Ottomans sa principale priorité et pour cette raison, une partie de la noblesse pro-persane le détrône et le fait exécuter en Karthli.                                                                                               |
| 35                                                        | Artchil                   | Artchil Shah Navaz Khan (1647 - 16 avril 1713) | 1695            | 1696            | Retourne au pouvoir apparemment sans opposition extérieure mais est détrôné l'année suivante par le prince Georges Abachidze. |
| 36                                                        |                           | Georges V Gotcha                               | 1696            | 1698            | Instrument du prince Georges Abachidze, son règne ne dure pas longtemps et il est à son tour renversé par son prédécesseur. |
| 37                                                        | Artchil                   | Artchil Shah Navaz Khan (1647 - 16 avril 1713) | 1698            | 1698            | Après avoir chassé du pouvoir le prince Gotcha, il tente toujours de regagner le pouvoir mais une autre révolte du palais organisée par le prince Abachidze lui fait rendre définitivement le trône.                                                                                         |
| 38                                                        |                           | Simon Ier († 1701)                             | 1698            | 1701            | Placé au pouvoir par une décision commune de son beau-père, Georges Abachidze, et des autorités ottomanes. Est chassé du pouvoir et assassiné par son propre beau-père. |
| 39                                                        |                           | Georges VI Abachidze († 15 octobre 1722)       | 1701            | 1707            | Surnommé le « Faiseur de rois », il place d'abord les monarques à partir de 1696, avant d'assumer la royauté à son tour. Il doit partager la royauté en même temps que certains princes, avant de se faire à son tour déposer par le prince Georges Bagration.                               |
| 40                                                        |                           | Mamia Ier Gourieli († 5 janvier 1714)          | 1701            | 1702            | Le prince de Gourie est le premier des princes à partager le trône avec Georges Abachidze. Ne sert que de pantin et est renversé un an plus tard. |
| 41                                                        | Georges VII et sa famille | Georges VII (1670 - 27 février 1720)           | 1702            | octobre 1711    | Tente de s'imposer contre l'usurpateur Georges Abachidze à partir de 1702 et, grâce à l'aide des nobles, y parvient en 1707. Il est toutefois déposé par une révolte du prince de Gourie. |
| 42                                                        |                           | Mamia Ier Gourieli († 5 janvier 1714)          | octobre 1711    | juin 1712       | Reperd le pouvoir après être vaincu par Georges VII à Chkhara. |
| 43                                                        | Georges VII et sa famille | Georges VII (1670 - 27 février 1720)           | juin 1712       | novembre 1713   | Ne réussit guère à apaiser le pays et est déposé par son rival, le prince Mamia de Gourie. |
| 44                                                        |                           | Mamia Ier Gourieli († 5 janvier 1714)          | novembre 1713   | 5 janvier 1714  | Retrouve le pouvoir éphémèrement et règne à partir du Gourie mais meurt après deux mois de règne. |
| 45                                                        | Georges VII et sa famille | Georges VII (1670 - 27 février 1720)           | 5 janvier 1714  | 1716            | Recommence à régner une fois la crise de succession finie mais doit se réfugier dans l'Empire ottoman après deux ans de règne. |
| 1716 - 1719 : Régence de Levan Abachidze.                 |                           |                                                |                 |                 | |
| 45                                                        | Georges VII et sa famille | Georges VII (1670 - 27 février 1720)           | 1719            | 27 février 1720 | Retourne à Koutaïssi grâce à la Sublime Porte mais est assassiné par un complot nobiliaire. |
| 46                                                        |                           | Georges VIII Gourieli († 1726)                 | 27 février 1720 | juin 1720       | Fils de l'ancien roi Mamia Ier, il tente de s'imposer après l'assassinat de Georges VII. Il règne pendant un certain temps à Koutaïssi, avant de se faire renverser. |
| 47                                                        |                           | Alexandre V (1703/4 - mars 1751)               | juin 1720       | mars 1751       | Met fin à la longue crise de succession au trône en arrivant au pouvoir. Réussit à entretenir de bonnes relations aussi bien avec les Ottomans que le Karthli et tente d'entretenir des relations avec la Russie.                                                                            |
| 48                                                        |                           | Georges IX (1712 - ?)                          | 1741            | 1741            | Est provisoirement placé par les Ottomans pour remplacer le souverain « rebelle » Alexandre V. |
| 49                                                        |                           | Alexandre V (1703/4 - mars 1751)               | 1741            | mars 1751       | Perd tout le contrôle des rives de la mer Noire, prises par les Ottomans, et ne réussit guère à sauver son pays des incursions étrangères. |
| 50                                                        | Salomon Ier               | Salomon Ier (1735 - 23 avril 1784)             | mars 1751       | 1765            | Arrive au pouvoir avec de forts sentiments anti-ottomans, ce qui lui vaut plusieurs malheurs. Parvient malgré tout à s'allier avec certains représentants de la noblesse rebelle. Est détrôné par une puissante coalition ottomane.                                                          |
| 51                                                        |                           | Teimouraz († 1772)                             | 1765            | 1768            | Règne sous le protectorat des Ottomans mais est renversé par Salomon Ier à l'aide de la Russie. |
| 52                                                        | Salomon Ier               | Salomon Ier (1735 - 23 avril 1784)             | 1768            | 23 avril 1784   | Participe activement à la guerre russo-turque de 1768-1774 et tente de se mettre sous le protectorat russe. La paix entre la Russie et les Ottomans l'en empêche mais il continue à exercer une politique pro-russe jusqu'à la fin de son règne.                                             |
| 23 avril 1784 - 14 mai 1784 : Régence de David Bagration. |                           |                                                |                 |                 | |
| 53                                                        |                           | David II (1756 - 1795)                         | 14 mai 1784     | 10 juin 1789    | D'abord régent, il usurpe plus tard le trône contre l'héritier légitime mais ne règne que cinq ans et le royaume de Kartl-Kakhétie intervient pour le renverser. |
| 54                                                        |                           | Salomon II (1772 - 7 février 1815)             | 10 juin 1789    | septembre 1810  | Règne avec l'appui du royaume de Kartl-Kakhétie mais doit accepter la suzeraineté de la Russie en 1803. Lutte le reste de son règne contre les autorités russes, avant de se faire vaincre et de se réfugier à Trébizonde. Il n'abdique jamais et reste jusqu'à sa mort prétendant au trône. |

## Prétendants au trône
- 1810-1815 : Salomon II.

### Lignée de SalomonIer
- 1815-1831 : Vakhtang (II), fils de Salomon Ier ;
- 1831-1853 : Jean (Ier), petit-neveu de Salomon Ier. Il est le fils du prince David, fils du prince Bagrat, fils d'Alexandre V ;
- 1853-1888 : Alexandre (VI), son fils.
- 1888-1937 : David (III), son fils.
- 1937-2009 : Nino, sa fille.
- 2009-         : George (X) Djaparidzé, son fils.

### Lignée de David II
- 1815-1844 : Constantin (I) Davidovitch Imeretinski, fils de David II ;
- 1844-1885 : Constantin (II) Constantinovitch Imeretinski, fils du précédent ;
- 1885-1888 : Michel (I) Constantinovitch Imeretinski, fils du précédent ;
- 1888-1932 : Georges (X) Mikhaïlovitch Imeretinski, fils du précédent, seul prétendant après la mort d'Alexandre (VI) ;
- 1932-1972 : Georges (XI) Giorgievitch Imeretinski, fils du précédent ;
- 1972-1978 : Constantin (III) Giorgievitch Imeretinski, frère du précédent ;
- 1978- : Thamar, nièce du précédent.

## Sources
- Cyrille Toumanoff, Les dynasties de la Caucasie chrétienne de l'Antiquité jusqu'au XIXe siècle : Tables généalogiques et chronologiques, Rome, 1990, p. 530-531.
- Nodar Assatiani et Alexandre Bendianachvili, Histoire de la Géorgie, Paris, l'Harmattan, 1997, 335 p. [détail des éditions] (ISBN 2-7384-6186-7, présentation en ligne), p. 329.
- Marie-Félicité Brosset, Histoire de la Géorgie, tome II : Histoire moderne de la Géorgie, réédition Adamant Media Corporation  (ISBN 0543944808), p. 243-321.